# Ау! Ограбление поезда
«Ау, ограбление поезда» (другое название — «За всё надо платить») — художественный фильм, снятый режиссёром Хабибом Файзиевым. Премьера картины состоялась 10 ноября 1991 года.

## Сюжет
Действие фильма происходит в одной южной республике. Преступная группировка, связанная с коррумпированными представителями власти, занимается махинациями с золотом и оружием. На преступников выходят правоохранительные органы. В город прибывает следователь по особо важным делам. Следователь выезжает на место событий, где в горном южном районе страны коррупция и преступность приняли новые изощренные формы. Под видом случайного ограбления поезда угоняются отдельные вагоны, груженные отходами металлургического производства - а по существу обогащенная золотоносная руда. Его задача - внедриться в преступную группировку. Он совершает ограбление ломбарда и входит в доверие к бандитам. На вооружении похитителей все средства. Тех же, кто пытается помешать им красть золото тоннами, они безжалостно убивают...

## В ролях
- Леонид Кулагин — Григорий Михайлович Повещук, следователь по особо важным делам
- Лев Дуров — Владимир Иванович
- Борис Химичев — Ступак
- Назим Туляходжаев — журналист
- Армен Джигарханян — начальник Повещука
- Сергей Юрский — профессор Лебедев
- Ульмас Алиходжаев — губернатор
- Галина Анисимова — Зарина
- Якуб Ахмедов
- Исфандиер Гулямов
- Бахтияр Закиров — Курбан Бекетов, "Чебурашка"
- Закир Муминов
- Александр Соловьёв — Жорыч
- Барбара Брыльска — Ядвига
- Елена Гаршина — Ольга

## Съёмочная группа
- Режиссёр: Хабиб Файзиев
- Сценаристы: Всеволод Иванов 
Хабиб Файзиев
- Оператор: Владимир Климов
- Художник: Анатолий Шибаев
- Композитор: Энмарк Салихов
- Дирижёр: Григорий (Герман) Гамбург